# Polycyrtus brunneator
Polycyrtus brunneator är en stekelart som först beskrevs av Fabricius 1798.  Polycyrtus brunneator ingår i släktet Polycyrtus och familjen brokparasitsteklar. Inga underarter finns listade i Catalogue of Life.